# 小河内駅

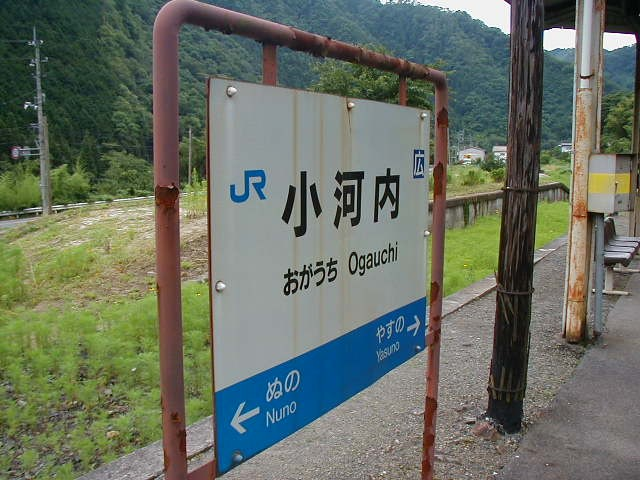
広島市内が表示された駅名標

小河内駅（おがうちえき）は、広島県広島市安佐北区安佐町小河内に存在した西日本旅客鉄道（JR西日本）可部線の駅（廃駅）である。
可部線ではJRの特定都区市内制度で「広島市内」に該当する最も下り側の駅であった。

## 歴史

### 年表
- 1954年（昭和29年）3月30日：国鉄可部線 布 - 加計間開通時に開業[1]。一般駅[1]。
- 1960年（昭和35年）4月1日：貨物の取扱を廃止（旅客駅となる）[1]。
- 1972年（昭和47年）9月1日：国鉄（→JR）の特定都区市内制度が広島市に導入されたが、当駅は「広島市内」の駅から除外される[2][注釈 1]。
- 1973年（昭和48年）5月1日：国鉄（→JR）の特定都区市内制度における「広島市内」の駅となる[3]。
- 1984年（昭和59年）2月1日：荷物の取扱を廃止[1]。
- 1985年（昭和60年）2月1日：無人駅化[4]（簡易委託駅化）。
- 1987年（昭和62年）4月1日：国鉄分割民営化によりJR西日本が継承[1]。
- 2003年（平成15年）12月1日：廃止。

## 駅構造
島式ホーム1面2線を持つ地上駅であったが、晩年は南側（下り線）が撤去され、単式ホームとなっていた。ホームの南側にコンクリート造り・平屋建ての駅舎があったが無人駅であった。駅舎とホームは下り線を渡る通路で結ばれ、ホームの南側に繋がっていた。

## 利用状況
以下の情報は、広島市統計書及び広島市勢要覧に基づいたデータである。
| 年度               | 1日平均 乗車人員 | 年度毎 総数 | 定期券 総数 | 普通券 総数 |
| ------------------ | ---------------- | ----------- | ----------- | ----------- |
| 1968年（昭和43年） | 196.9            | 143,757     | 126,176     | 17,581      |
| 1969年（昭和44年） | 171.1            | 124,891     | 109,354     | 15,537      |
| 1970年（昭和45年） | 165.0            | 120,433     | 104,372     | 16,061      |
| 1971年（昭和46年） | 145.1            | 106,186     | 92,512      | 13,674      |
| 1972年（昭和47年） | 133.0            | 97,107      | 83,018      | 14,089      |
| 1973年（昭和48年） | 132.4            | 96,678      | 77,444      | 19,234      |
| 1974年（昭和49年） | 131.5            | 96,018      | 74,896      | 21,132      |
| 1975年（昭和50年） | 123.5            | 90,378      | 66,032      | 24,346      |
| 1976年（昭和51年） | 116.1            | 84,735      | 61,302      | 23,433      |
| 1977年（昭和52年） | 107.8            | 78,681      | 55,340      | 23,341      |
| 1978年（昭和53年） | 106.8            | 77,982      | 54,860      | 23,122      |

以上の1日平均乗車人員は、乗車数と降車数が同じであると仮定し、年度毎総数を365（閏年が関係する1971・1975年は366）で割った後で、さらに2で割った値を、小数点第二位で四捨五入。小数点一位の値にした物である。
| 年度                | 1日平均 乗車人員 |
| ------------------- | ---------------- |
| 1979年（昭和54年）  | 104              |
| 1980年（昭和55年）  | 109              |
| 1981年（昭和56年）  | 104              |
| 1982年（昭和57年）  | 101              |
| 1983年（昭和58年）  | 99               |
| 1984年（昭和59年）  | 87               |
| 1985年（昭和60年）  | 70               |
| 1986年（昭和61年）  | 69               |
| 1987年（昭和62年）  | 55               |
| 1988年（昭和63年）  | 50               |
| 1989年（平成 元年） | 56               |
| 1990年（平成02年）  | 55               |
| 1991年（平成03年）  | 45               |
| 1992年（平成04年）  | 41               |
| 1993年（平成05年）  | 39               |
| 1994年（平成06年）  | 40               |
| 1995年（平成07年）  | 36               |
| 1996年（平成08年）  | 39               |
| 1997年（平成09年）  | 34               |
| 1998年（平成10年）  | 23               |
| 1999年（平成11年）  | 26               |
| 2000年（平成12年）  | 27               |
| 2001年（平成13年）  | 25               |
| 2002年（平成14年）  | 22               |
| 2003年（平成15年）  | 20               |

## 駅周辺
駅前には広場があった。駅のすぐ南側を国道191号が通り、さらに南側を太田川が流れている。
駅の少し東側にある野冠橋（広島市道）で対岸の広島市安佐北区安佐町久地に渡ることができた。その辺りには宇賀ダムや宇賀峡がある。駅と野冠橋の間に国道191号と山県郡豊平町（現：北広島町）に通じる広島県道38号広島豊平線の分岐点がある。
- 広電バス「小浜」停留所

## 現状
2006年（平成18年）3月に広島市がまとめた廃線跡の再生ビジョン「可部線メモリアル街道」では、駅跡を短期的にはイベント会場として利用し、将来的に道の駅などを整備すると掲げられていた。しかし、現状ホームが一部残されているのみで、跡地の大部分は草地となっている。線路や駅舎は撤去済みである。

## 隣の駅
西日本旅客鉄道（JR西日本）
可部線
布駅 - 小河内駅 - 安野駅